# Marko Petrić (Schauspieler)
Marko Petrić (* 15. August 1987 in Zagreb) ist ein kroatischer Theater- und Filmschauspieler.

## Lebenslauf
Petrić schrieb sich 2007 an der Akademie der Künste in Split für Schauspiel ein und erhielt 2012 seinen Master-Abschluss. Für die Rolle des Kindes im Theaterstück „My Child“ von Mike Bartlett unter der Regie von Nenni Delmestre, das beim 55. Split Summer uraufgeführt wurde, gewann er die Mala-Judith-Plakette und wurde für den kroatischen Schauspielerpreis in der Kategorie „Außergewöhnliche Leistung“ nominiert von jungen Künstlern im Jahr 2010.
Er trat in Split im HNK in den Stücken Schuld und Sühne (in der Rolle des Razumihin), Hamlet (Horatio), Romeo und Julia (Romeo) und Tod eines Handlungsreisenden (Ben) auf  und am  Spliter Theater "Playdrama"  in den Stücken Udarac (Marinus) und Marjane, Marjane (Tomo).
Für die Rolle des Danijel im Theaterstück "Adio, Cowboy" aus dem 58. Split-Sommer-Festival im Jahre 2012 gewann er den kroatischen Schauspielerpreis für herausragende Leistungen eines jungen Künstlers unter 28 Jahren.

## Filmografie
- 2023 Cvrčak i mravica
  - Pamtim samo sretne dane
  - Sedmo nebo
- 2022 Pelikan
  - Sixth Bus
- 2018 Za ona dobra stara vremena
- 2014 Winnetous Weiber (TV film)
- 2013 Oproštaj
- 2012 Sonja i bik